# 天鍛
《天鍛》是一個免費制科幻暨奇幻第三人稱大型多人線上角色扮演遊戲。由Mail.Ru的Allods Team與黑曜石娛樂合作開發，由Mail.Ru發行。此遊戲由2010年開始開發，在2015年3月11日封閉測試。
遊戲中，玩家一開始扮演一個仙班戰士，藉由保護世界來增加追隨者，最後成為一個強大的神明。戰鬥模式與舊式的單調點擊式戰鬥不同，此遊戲加入的單機格鬥動作遊戲的要素，需要鍛鍊自己的能力以閃躲敵人攻擊與接出強力連擊。玩家角色所選取職業可以切換，不需要再玩多隻角色才能體驗所有職業。

## 獎項
在E3 2014得到Ten Ton Hammer所頒的「Best of Show」。